# Ercan Osmani
Ercan Osmani (Bajram Curri, 4 agosto 1998) è un cestista albanese con cittadinanza turca.

## Carriera
Con la Turchia ha disputato i Campionati europei del 2022.

## Statistiche

### Eurolega
| Anno      | Squadra      | PG | PT | MP   | TC%  | 3P%  | TL%  | RP  | AP  | PRP | SP  | PP  |
| --------- | ------------ | -- | -- | ---- | ---- | ---- | ---- | --- | --- | --- | --- | --- |
| 2023-2024 | Anadolu Efes | 23 | 16 | 13,4 | 43,8 | 34,2 | 100  | 2,6 | 0,6 | 0,6 | 0,1 | 4,4 |
| 2024-2025 | Anadolu Efes | 39 | 35 | 16,6 | 49,2 | 39,2 | 92,7 | 2,9 | 1,0 | 0,5 | 0,2 | 6,5 |
| Carriera  | Carriera     | 62 | 51 | 15,4 | 47,5 | 37,5 | 94,1 | 2,8 | 0,9 | 0,5 | 0,1 | 5,7 |

## Palmarès
- Coppa del Presidente: 1

Anadolu Efes: 2024